# Karel II van Lalaing
Karel II van Lalaing (Lallaing?, 1506 – Brussel, 23 november 1558) was graaf van Lalaing, heer van Escornaix en stadhouder van Henegouwen.

## Verwanten
Hij was de zoon van Karel I van Lalaing (†1525) en Jacqueline van Luxemburg-Fiennes (†1511), en volgde zijn vader op als tweede graaf van Lalaing. Zijn broer Filips van Lalaing (1510-1555) was graaf van Hoogstraten en stadhouder van Gelre, Zutphen en Gulik.
Hij was eerst voorbestemd om bisschop te worden van het bisdom Coria (momenteel Coria-Cacéres) in Extremadura. Hoewel hij door Karel V tot bisschop was benoemd, deed hij na de dood van zijn broers afstand van zijn kerkelijke functies zonder te zijn ingewijd.
Karel trouwde op 30 augustus 1528 met Margaretha van Croÿ (†1549); zij kregen dertien kinderen, van wie de belangrijkste:
- Filips van Lalaing (1537-1582), heer van Escornaix en stadhouder van Henegouwen.

De twaalf andere kinderen stierven jong (de laatste in 1558).

Na Margaretha's overlijden huwde Karel rond 1550 met Maria van Montmorency; zij kregen vier kinderen:
- Hugo van Lalaing, heer van Condé 1551-1618
- Karel van Lalaing 1553
- Emanuel Filibert van Lalaing, heer van Montigny en markgraaf van Renty 1557-1590
- Philippe-Christine de Lalaing (Christina van Lalaing) †1582

## Loopbaan
Op zijn 25e werd Karel toegelaten als Vliesridder, in 1540 werd hij Raadslid van State en uiteindelijk verkreeg hij in 1544 het ambt van hoofd van Financiën. Karel werd in 1549 benoemd tot stadhouder van Henegouwen. Toen de landvoogd, Emanuel Filibert van Savoye, in 1557 aan het front stond tegen Frankrijk tijdens de Italiaanse Oorlog van 1551-1559, werd Karel aangesteld als plaatsvervangend landvoogd, de hoogste positie die hij ooit bekleed heeft.
Toen de Fransen in 1553 op het punt stonden zijn geboorteland Henegouwen binnen te vallen en Lalaings nationale identificatie in het geding was – het gebied viel tot kort voordien nog onder de Franse kroon –, stelde hij Maria van Hongarije gerust: "Mevrouw, ik ben Italiaan noch Spanjaard, maar beschouw mij als de meest forse Vlaming die er is". Daarmee bedoelde hij niet het eigenlijke graafschap Vlaanderen, maar de Nederlanden als geheel (voor dit gebruik als pars pro toto, zie Benamingen van de Lage Landen).

## Voorouders
| Voorouders van Karel II van Lalaing | Voorouders van Karel II van Lalaing                                        | Voorouders van Karel II van Lalaing                                        | Voorouders van Karel II van Lalaing                                        | Voorouders van Karel II van Lalaing                                        | Voorouders van Karel II van Lalaing                                            | Voorouders van Karel II van Lalaing                                            | Voorouders van Karel II van Lalaing                                            | Voorouders van Karel II van Lalaing                                            |
| ----------------------------------- | -------------------------------------------------------------------------- | -------------------------------------------------------------------------- | -------------------------------------------------------------------------- | -------------------------------------------------------------------------- | ------------------------------------------------------------------------------ | ------------------------------------------------------------------------------ | ------------------------------------------------------------------------------ | ------------------------------------------------------------------------------ |
| Overgrootouders                     | Simon van Lalaing (1400-1476) ∞ Johanna van Gavere (1420-1505)             | Simon van Lalaing (1400-1476) ∞ Johanna van Gavere (1420-1505)             | Lodewijk van la Viefville (1425-) ∞ Margaretha van Bois de Fiennes (1430-) | Lodewijk van la Viefville (1425-) ∞ Margaretha van Bois de Fiennes (1430-) | Thibaud de Luxemburg (1410-1477) ∞ Philippine de Melun (1420-1456)             | Thibaud de Luxemburg (1410-1477) ∞ Philippine de Melun (1420-1456)             | Gerhard van Berlaymont (1410-1473) ∞ Maria van la Hamaide (1420–1463)          | Gerhard van Berlaymont (1410-1473) ∞ Maria van la Hamaide (1420–1463)          |
| Grootouders                         | Joost van Lalaing (1437-1483) ∞ 1462 Bonne van Viefville (-)               | Joost van Lalaing (1437-1483) ∞ 1462 Bonne van Viefville (-)               | Joost van Lalaing (1437-1483) ∞ 1462 Bonne van Viefville (-)               | Joost van Lalaing (1437-1483) ∞ 1462 Bonne van Viefville (-)               | Jacobus I van Luxemburg-Fiennes (1445-1487) ∞ Maria van Berlaymont (1450-1529) | Jacobus I van Luxemburg-Fiennes (1445-1487) ∞ Maria van Berlaymont (1450-1529) | Jacobus I van Luxemburg-Fiennes (1445-1487) ∞ Maria van Berlaymont (1450-1529) | Jacobus I van Luxemburg-Fiennes (1445-1487) ∞ Maria van Berlaymont (1450-1529) |
| Ouders                              | Karel I van Lalaing (1466-1525) ∞ Jacqueline van Luxemburg-Fiennes (-1511) | Karel I van Lalaing (1466-1525) ∞ Jacqueline van Luxemburg-Fiennes (-1511) | Karel I van Lalaing (1466-1525) ∞ Jacqueline van Luxemburg-Fiennes (-1511) | Karel I van Lalaing (1466-1525) ∞ Jacqueline van Luxemburg-Fiennes (-1511) | Karel I van Lalaing (1466-1525) ∞ Jacqueline van Luxemburg-Fiennes (-1511)     | Karel I van Lalaing (1466-1525) ∞ Jacqueline van Luxemburg-Fiennes (-1511)     | Karel I van Lalaing (1466-1525) ∞ Jacqueline van Luxemburg-Fiennes (-1511)     | Karel I van Lalaing (1466-1525) ∞ Jacqueline van Luxemburg-Fiennes (-1511)     |
| Karel II van Lalaing (1506-1558)    |                                                                            |                                                                            |                                                                            |                                                                            |                                                                                |                                                                                |                                                                                |                                                                                |

- Biografisch Portaal: 66152782
- Gemeinsame Normdatei: 13227938X
- Virtual International Authority File: 35612320